# ورد النيل سميك الساق
ورْد النيل سميك الساق أو ياسنت الماء (الاسم العلمي: Eichhornia crassipes) (بالإنجليزية: water hyacinth)‏ هو نوع من النباتات يتبع جنس ورد النيل من الفصيلة البونتديرية.